# 約翰斯敦 (內布拉斯加州)
約翰斯敦（英語：Johnstown）是位於美國內布拉斯加州布朗縣的村。

## 人口
根據2020年美國人口普查的數據，約翰斯敦的面積為1.38平方千米，皆為陸地。當地共有人口47人，而人口密度為每平方千米34人。